# Port lotniczy Tunggul Wulung
Port lotniczy Tunggul Wulung (IATA: CXP, ICAO: WIHL) – port lotniczy położony w Cilacap, w prowincji Jawa Środkowa, w Indonezji.